# Сомалі на літніх Олімпійських іграх 2024
Сомалі брала участь у літніх Олімпійських іграх 2024 в Парижі, які тривали з 26 липня по 11 серпня 2024 року. Ця Олімпіада стала одинадцятою, в якій брали участь спортсмени з Сомалі, країна не брала участі в літніх Олімпійських іграх 1976 року, приєднавшись до їх бойкоту африканськими країнами, та літніх Олімпійських іграх 1980 року, приєднавшись до їх бойкоту, а також не брали участі в літніх Олімпійських іграх 1992 року з політичних причин. Сомалі на цій Олімпіаді представляв один бігун на середні дистанції. Алі Ідоу Гассан, єдиний представник Сомалі на змаганнях, був прапороносцем країни на церемонії відкриття ігор. Зрештою він знався зі змагань після попереднього забігу, і в результаті припинив боротьбу за олімпійську медаль.

## Спортсмени
Країну на Олімпійських іграх 2024 року представляв бігун Алі Ідоу Гассан, який отримав путівку на змагання за принципом вайлд-кард. Алі Ідоу Гассан брав участь у чоловічих змаганнях з бігу на 800 метрів, і в першому попередньому забігу зайняв 8-ме місце з часом 1 хвилина і 48,72 секунди. Проте він після першого забігу знявся зі змагань, припинивши подальшу участь в Олімпіаді.